# Lago Chaubunagungamaug
Il lago Chargoggagoggmanchauggagoggchaubunagungamaugg (pronunciato /ˌleɪk tʃəˈɡɒɡəɡɒɡ ˌmænˈtʃɔːɡəɡɒɡ tʃəˌbʌnəˈɡʌŋɡəmɔːɡ/), in breve lago Chaubunagungamaug (pronunciato /tʃəˌbʌnəˈɡʌŋɡəmɑːɡ/) è un lago statunitense situato nella città di Webster nel Massachusetts nei pressi del confine con il Connecticut, da cui dista il punto più meridionale solo 200 m.
Conosciuto anche come lago Webster, si estende per 5,8 km², con una lunghezza di 5,23 km ed una larghezza di 1,81 km. La profondità media del lago è 4 m, mentre la massima è 14 m.

## Etimologia
Il suo nome curioso, formato dal ragguardevole numero di 45 lettere, deriva da una frase Nipmuc, una lingua algonchina che significa "Tu peschi dalla tua parte, io pesco dalla mia parte - e nessuno pesca nel mezzo" ed è spesso citato come il toponimo più lungo degli Stati Uniti e uno dei più lunghi del mondo. Il nome breve Lake Chaubunagungamaug è il nome riconosciuto dal Dipartimento degli Interni degli Stati Uniti, comunque molti dei residenti della zona, così come il sito web ufficiale della città di Webster, considerano corretta la versione più lunga.

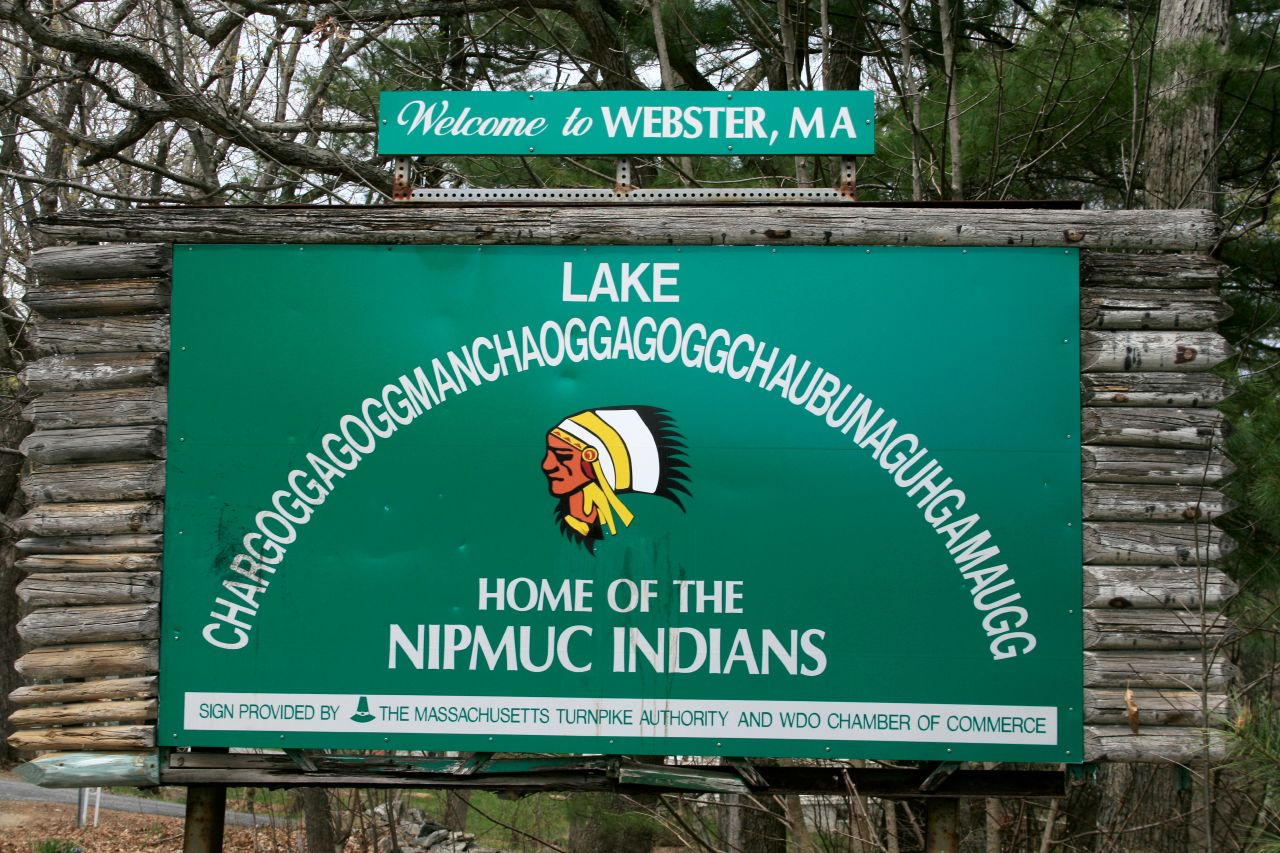
Cartello nei pressi del lago.

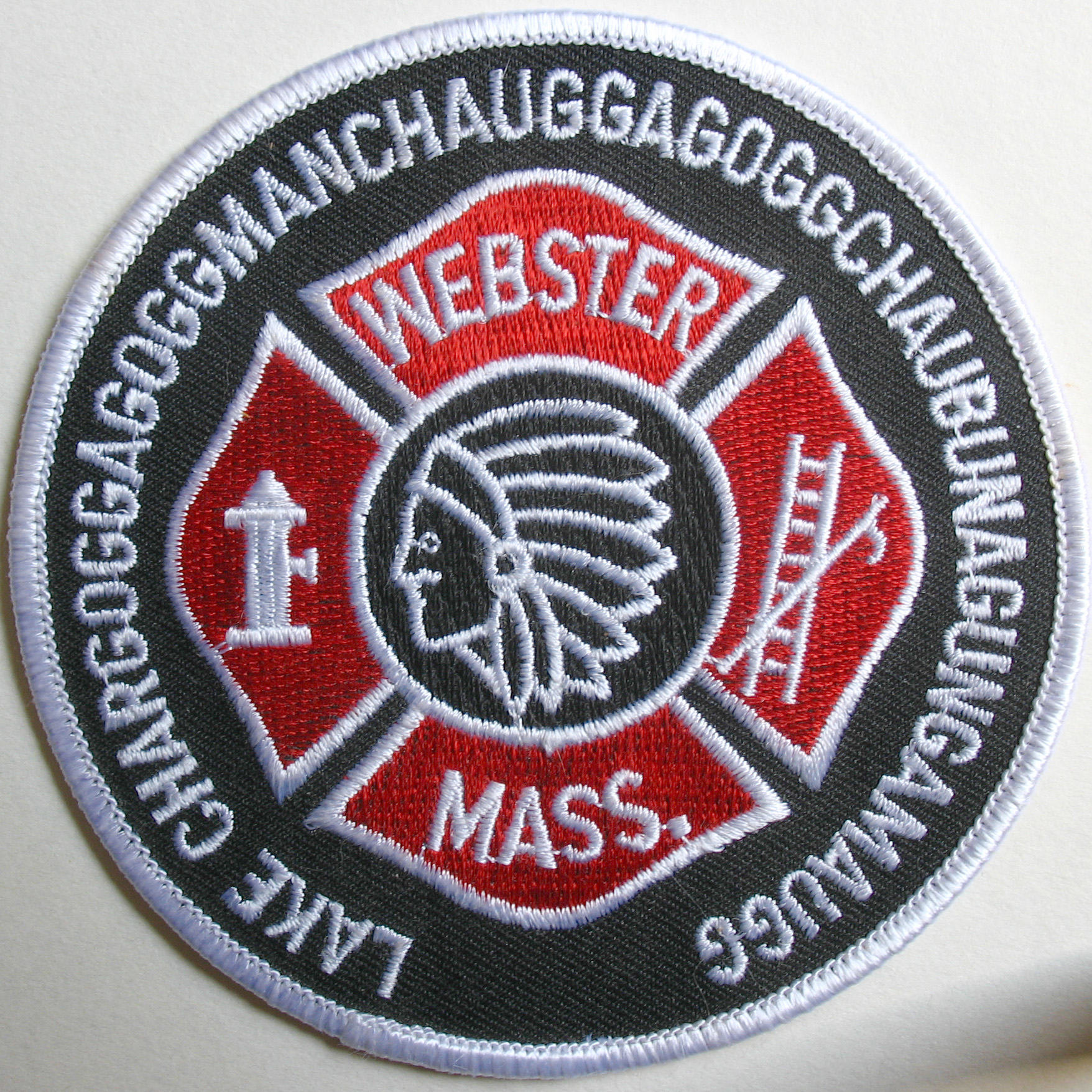
Uno stemma col nome del lago.